# Lay Vessel North Ocean 105
Le Lay Vessel North Ocean 105 est un navire poseur de canalisations  qui appartient à la société offshore McDermott International (en) basée à Houston. Il navigue sous pavillon de Malte et son port d'attache est La Valette.

### Articles externes
- LV North Ocean 105 - Site marinetraffic
- LV North Ocean 105 - Site McDermott